# Синтетический кубизм
Синтетический кубизм (иногда: коллажный кубизм, поскольку картина становится похожей на коллаж) — течение в искусстве модернизма, этап в развитии кубизма, расцвет которого относится к 1912—1914 годам. К 1920-м годам практически прекратило свое существование, оказав, однако, существенное влияние на дальнейшее развитие искусства XX века.

## История и особенности синтетического кубизма
В 1912 году была опубликована книга Du «Cubisme» («О кубизме») Альбера Глеза и Жана Метценже. Это было первое крупное сочинение, посвященное кубизму в целом. Вскоре последовали и другие.
Впервые черты синтетического кубизма как нового течения в искусстве проявились в натюрмортах Хуана Гриса. Наиболее ранние примеры в творчестве Гриса относят к 1911 году. Многомерные пространственно-двигательные и осязательные качества изображаемых предметов связывались ритмикой силуэтов. От этого в произведениях кубистов стали преобладать графическое и декоративное начала. Отсюда совмещение приёмов локальной раскраски и техники коллажа. Пикассо и Брак вклеивали в холсты куски газет, картон, фольгу. Цветные пятна различной фактуры соединяли с обрывками надписей, цифрами, нотными знаками, орнаментом обоев. Живопись превращалась в декоративную графику или в своеобразную «плоскостную пластику». Эти особенности проявились на выставке 1912 года в парижской галерее Ла Буэтье художников, образовавших затем группу под показательным названием «Золотое сечение» (Section d’Or). 
Картины синтетического кубизма, приобретают дополнительные декоративность и красочность. В художественном восприятии движения происходят радикальные перемены. Представители синтетического кубизма были склонны считать поверхность картины самостоятельным художественным объектом. Затем, однако, художники отказались от использования техники коллажа, полагая, что воображение может заменить ее. Они стали не составлять коллажи из различных материалов, но рисовать их, создавая композицию без использования бумаги. Последователи синтетического кубизма стремились обогатить мир созданием совершенно новых эстетических объектов, которые бы обладали реальностью сами по себе, не являясь при этом одним лишь изображением видимого.
Французский критик Ален Жуфруа указывал, что некоторые мелкие элементы, например, надписи и цифры на картинах заимствованы авторами полотен из обычного антуража кафе, для которого характерны ценники, этикетки, меню, вывески, газеты на столе. В прессе кубизм был назван «шоком буржуазии», так как он отображал некоторые настроения французского общества на фоне тревожных сообщений с Балкан.